# Steven Naismith
Steven John Naismith (født 14. september 1986 i Irvine, Skotland) er en skotsk fodboldspiller, der spiller som angriber hos den Hearts i den hjemlige liga. Han har tidligere spillet mange år hos Rangers og Everton i England.
Naismith blev med Rangers F.C. skotsk mester i 2009, og vandt i 2008 desuden både landets pokalturnering og Liga Cup.

## Landshold
Naismith står april 2018 noteret for 45 optrædener og syv mål for Skotlands landshold, som faldt den 1. juni 2007 i et opgør mod Færøerne. 

## Titler
Skotsk Premier League
- 2009 med Rangers F.C.

Skotsk FA Cup
- 2008 med Rangers F.C.

Skotsk Liga Cup
- 2008 med Rangers F.C.